# Hirohitonemertes longiceps
Hirohitonemertes longiceps är en djurart som tillhör fylumet slemmaskar, och som först beskrevs av Jirô Iwata 1957.  Hirohitonemertes longiceps ingår i släktet Hirohitonemertes och familjen Drepanophoridae. Inga underarter finns listade i Catalogue of Life.